# Gulfstream IV
Gulfstream IV (hoặc G-IV hoặc GIV) và các phiên bản là dòng máy bay phản lực thương mại.

## Biến thể

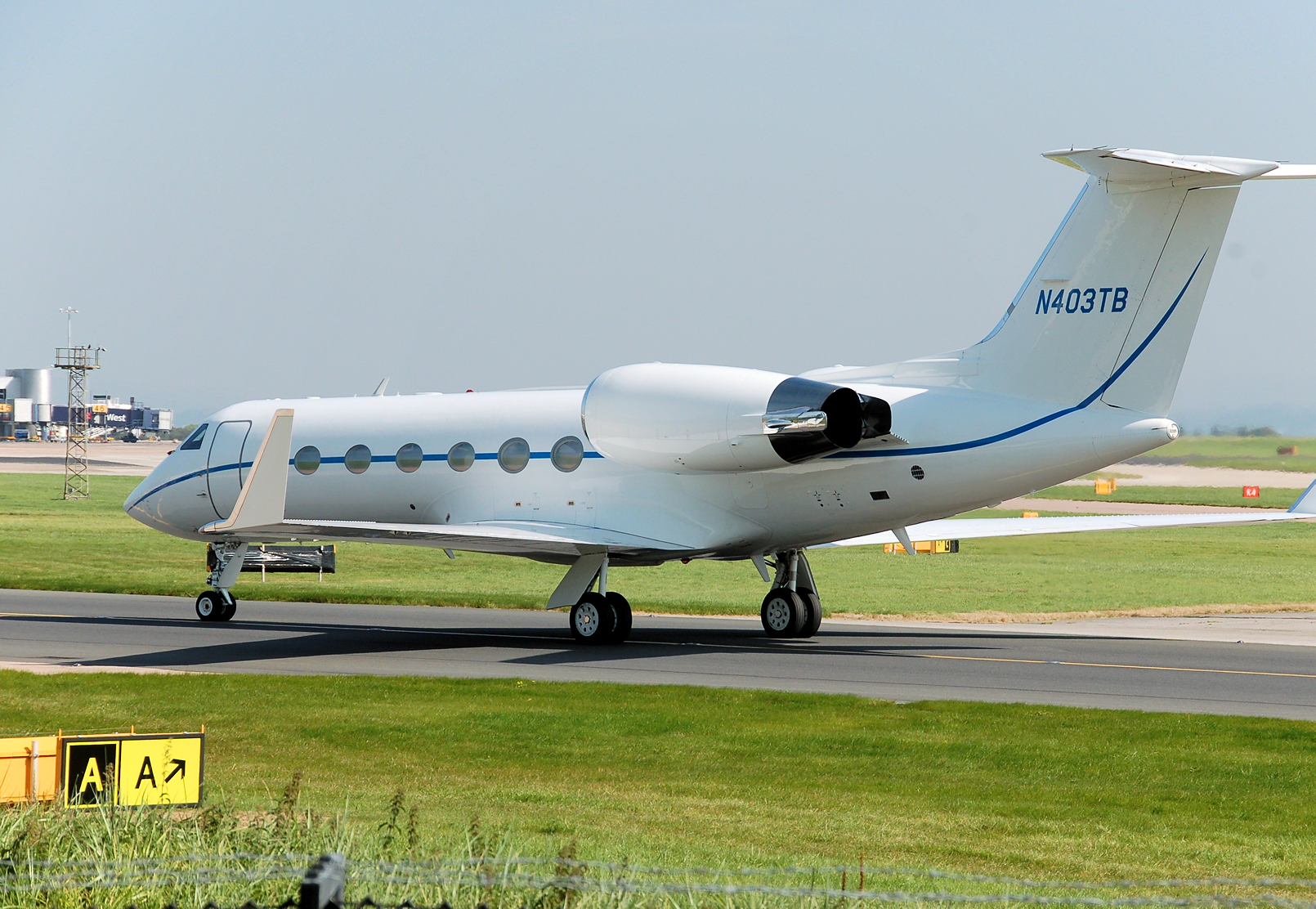
Gulfstream IV

## Quốc gia sử dụng

### Chính phủ và quân sự
Botswana
- Không quân Botswana

 Brunei
- Quốc vương Brunei.[3]

 Chile
- Không quân Chile

 Bờ Biển Ngà
- Không quân Côte d'Ivoire

 Ai Cập
- Không quân Ai Cập

 Ấn Độ
- Không quân Ấn Độ

 Ireland
- Quân đoàn không quân Irish[4]

 Jordan
- Không quân Hoàng gia Jordan

 Nhật Bản
- Lực lượng phòng vệ trên không Nhật Bản

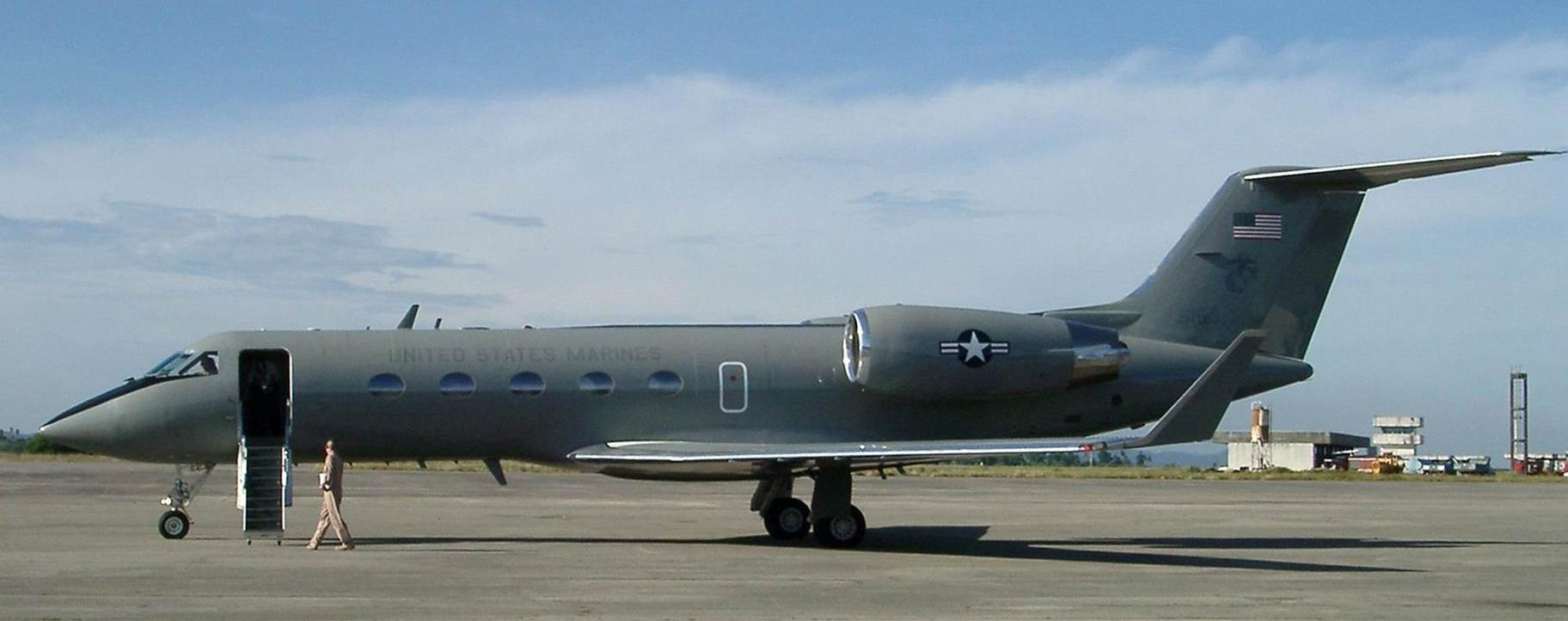
VIP C-20G của Thủy quân Lục chiến Hoa Kỳ, còn gọi là "Grey Ghost."

 Malaysia
- Quốc vương Johor]][3]

 México
- Không quân Mexico

 Hà Lan
- Không quân Hoàng gia Hà Lan

 Ả Rập Xê Út
- Không quân Hoàng gia Saudi

 Thụy Điển
- Không quân Thụy Điển.[5]

 Thổ Nhĩ Kỳ
- Không quân Thổ Nhĩ Kỳ

 Pakistan
- Không quân Pakistan

 Uganda
Chính phủ Uganda
 Hoa Kỳ
- Không quân Hoa Kỳ
- Lục quân Hoa Kỳ
- Hải quân Hoa Kỳ
- Thủy quân Lục chiến Hoa Kỳ
- NOAA

 Venezuela
- Không quân Venezuela

## Tính năng kỹ chiến thuật
| Tên loại tàu bay                   | GIV                                                  | GIV-SP                                               | G350                                                 | G450                                                 |
| ---------------------------------- | ---------------------------------------------------- | ---------------------------------------------------- | ---------------------------------------------------- | ---------------------------------------------------- |
| Kíp lái                            | Two                                                  | Two                                                  | Two                                                  | Two                                                  |
| Ghế ngồi                           | 14-19                                                | 14-19                                                | tối đa 19 thông thường là 12-16                      | tối đa 19 thông thường là 12-16                      |
| Chiều dài                          | 88 ft 4 in (26,9 m)                                  | 88 ft 4 in (26,9 m)                                  | 89 ft 4 in (27,2 m)                                  | 89 ft 4 in (27,2 m)                                  |
| Sải cánh                           | 77 ft 10 in (23,7 m)                                 | 77 ft 10 in (23,7 m)                                 | 77 ft 10 in (23,7 m)                                 | 77 ft 10 in (23,7 m)                                 |
| Chiều cao                          | 24 ft 5 in (7,44 m)                                  | 24 ft 5 in (7,44 m)                                  | 25 ft 2 in (7,67 m)                                  | 25 ft 2 in (7,67 m)                                  |
| Trọng lượng cất cánh tối đa (MTOW) | 73.200 lb (33.200 kg)                                | 74.600 lb (33.800 kg)                                | 70.900 lb (32.200 kg)                                | 73.900 lb (33.500 kg)                                |
| Trọng lượng rỗng                   | 35.500 lb (16.100 kg)                                | 35.500 lb (16.100 kg)                                | 42.700 lb (19.400 kg)                                | 43.000 lb (19.500 kg)                                |
| Vận tốc hành trình                 | Mach 0.80 (460 knots, 528 mph, 850 km/h at altitude) | Mach 0.80 (460 knots, 528 mph, 850 km/h at altitude) | Mach 0.80 (460 knots, 528 mph, 850 km/h at altitude) | Mach 0.80 (460 knots, 528 mph, 850 km/h at altitude) |
| Vận tốc tối đa                     | Mach 0.88 (505 knots, 581 mph, 935 km/h at altitude) | Mach 0.88 (505 knots, 581 mph, 935 km/h at altitude) | Mach 0.88 (505 knots, 581 mph, 935 km/h at altitude) | Mach 0.88 (505 knots, 581 mph, 935 km/h at altitude) |
| Tầm bay                            | 4.220 nmi (7.820 km; 4.860 mi)                       | 4.220 nmi (7.820 km; 4.860 mi)                       | 3.800 nmi (7.040 km; 4.370 mi)                       | 4.350 nmi (8.060 km; 5.010 mi)                       |
| Trần bay                           | 45.000 ft (13.700 m)                                 | 45.000 ft (13.700 m)                                 | 45.000 ft (13.700 m)                                 | 45.000 ft (13.700 m)                                 |
| Động cơ (×2)                       | Rolls-Royce Tay 611-8                                | Rolls-Royce Tay 611-8                                | Rolls-Royce Tay 611-8C                               | Rolls-Royce Tay 611-8C                               |
| Lực đẩy (×2)                       | 13.850 lbf (61,6 kN)                                 | 13.850 lbf (61,6 kN)                                 | 13.850 lbf (61,6 kN)                                 | 13.850 lbf (61,6 kN)                                 |

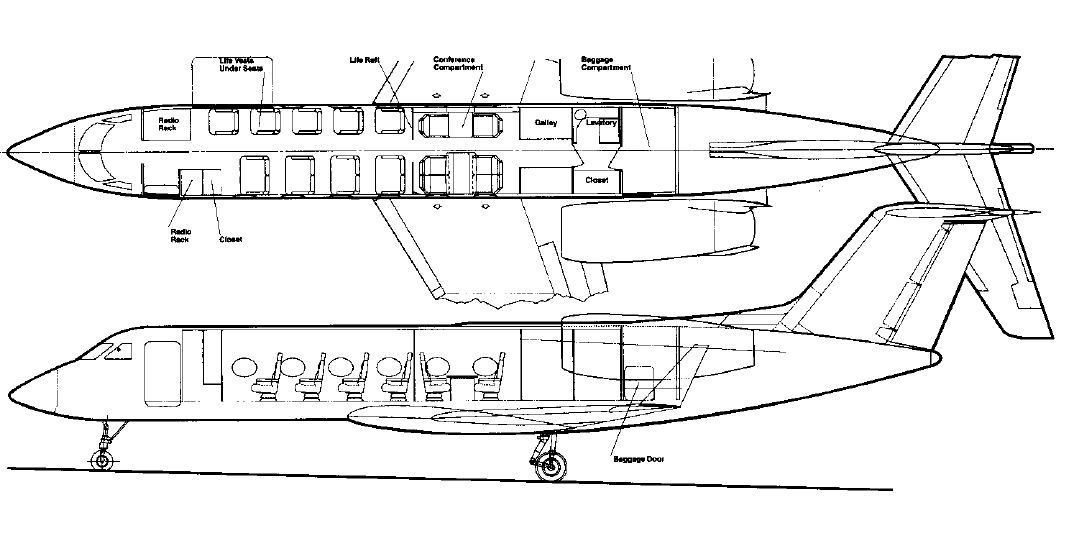
Gulfstream IV

Nguồn: Frawley, Gulfstream G450 page, Gulfstream G350 page